# Batalla de Fontenoy-en-Puisaye
A la mort de Lluís I el Pietós el 840, va esclatar una nova guerra civil pel repartiment de l'imperi. Carles II el Calb es va aliar amb el seu mig germà Lluís el Germànic en contra les pretensions del fill gran, Lotari I i Pipí II d'Aquitània, que va ser derrotat el 25 de juny de 841 a Fontenoy-en-Puisaye.

## Antecedents
Lluís I el Pietós al llarg del seu llarg regnat havia pregat a dividir el seu imperi entre tots els seus fills com requeria per la llei sàlica dels francs. Amb el naixement de Carles van sorgir les guerres civils que van culminar en la derrota de la reivindicació de Lluís el Germànic, a Worms el 30 de maig de 839, quan l'emperador va dividir el seu imperi per darrera vegada, donant a Lotari I el regne que ja tenia, tots els altres països de l'est i el títol imperial, Carles va rebre totes les terres de l'oest. Lluís es va quedar amb Baviera, mentre que Pipí, el seu net, va quedar fora del repartiment.
Lotari va precipitar una nova guerra civil en declarar a Estrasburg el 24 de juliol de 840 el seu imperi sobre totes les terres i, unint-se al seu nebot Pipí, va atacar la vall del Loira. Els barons de Borgonya es van dividir sobre la lleialtat a Carles i Lotari. Ermenaud III d'Auxerre, Arnoul de Sens, i Audrie d'Autun es van comprometre amb Lotari, mentre que Guerí de Provença i Aubert d'Avallon es van mantenir amb Carles. Girart de Rosselló, cunyat de Lotari, també es va unir a Lotari.
El març de 841, els fidels borgonyons a Carles van acompanyar Guerin per unir-se a ell. El 13 de maig Lluís va derrotar en la batalla de Ries les forces d'Adalbert de Metz que l'amenaçaven a l'est, mentre Carles va derrotar a les tropes de Pipí, travessant el Sena per arribar a la regió de Chalons, on es va unir a la seva mare Judith de Baviera, acompanyat d'alguns soldats. Poc més tard Lluís es va reunir amb l'exèrcit de Carles a Châlons-sur-Marne. La victòria a Ries i la mort d'Adalbert va donar credibilitat a l'argument del suport diví als divisionistes. Al juny, Pepí es va unir a Lotari a Auxerre. Els tres germans no es van posar d'acord i finalment van decidir que el judici de Déu decidís la sort de l'imperi.

## Batalla
Els dos exèrcits comptaven amb uns 150.000 homes cadascun. Segons la tradició, Carles II el Calb va establir el seu campament a Thury, al turó de Roichat. Lotari I i Pipí II d'Aquitània van iniciar la batalla a les vuit del matí i van prendre la iniciativa atacant Guerí i els provençals, que els esperaven a peu ferm.
La batalla es va lluitar en tres fronts: a la cala dels borgonyons, després d'intensos combats, els soldats de Lluís van travessar l'avantguarda de Lotari, que va fugir. A Fagit, un lloc no identificat, que va ser totalment enderrocat, les tropes de Carles van derrotar els aquitans de Pipí II. A Solmet o Solemnat, on l'enfrontament es va perllongar, el senescal, comte Adelard, i el comte Nithard finalment van vèncer les forces de Pipí II i Lotari. Mentre que Pipí II i el seu contingent feien retrocedir els homes de Carles, Lotari va ser fet retrocedir lentament per Lluís el Germànic (apostat a Brittas) i els provençals. Finalment, quan la victòria ja semblava segura per a Carles, Bernat de Septimània va entrar en la batalla de la seva part i la victòria es va convertir en total.
Hi van morir un total de 40.000 homes, entre ells Gerard d'Alvèrnia, Ratari de Llemotges i Ricuí de Nantes, que lluitaven al costat de Carles. Tot i la seva valentia personal, Lotari va ser derrotat i va fugir a Aquisgrà, la seva capital, de d'on podia iniciar una guerra de desgast amb les seves tropes de refresc. Carles i Lluís van renunciar a perseguir els derrotats. El diumenge 26 de juny milers de caiguts foren enterrats i es van dictar tres dies d'acció de gràcies per la victòria i per a l'expiació dels pecats dels difunts.

## Conseqüències
Carles es va quedar a l'oest, però Lluís es va dirigir a Aquisgrà, on va reclutar de nou tropes de tot el seu domini. Però com que les forces de Lluís eren massa fortes, Lotari va abandonar la seva capital en direcció a Magúncia, enduent-se els tresors que va poder recollir, per reunir-se amb el seu fill Lotari i els saxons a Espira, des d'on travessar el Rin per tornar a la Gàl·lia i perseguir Lluís, tot i que sense resultats.
Els vencedors, Carles el Calb i Lluís el Germànic, van segellar l'aliança contra el seu germà Lotari I en els Juraments d'Estrasburg, el 14 de febrer de 842, on es conserva el primer testimoniatge d'una llengua romanç parlada a França, i el tractat de Verdun va acabar de repartir l'imperi.